# Guatteria polyantha
Guatteria polyantha este o specie de plante angiosperme din genul Guatteria, familia Annonaceae, descrisă de Robert Elias Fries. Conform Catalogue of Life specia Guatteria polyantha nu are subspecii cunoscute.